# Fatema Akbari
Fatema Akbari (em persa: فاطمه اکبری ) é uma empresária do Afeganistão, partidária dos direitos da mulher e fundadora da Gulistan Sasaqat Company e da Organização Não-governamental (ONG) Women Affairs Council. Em 2011 recebeu o galardão «10,000 Women Entrepreneurial Achievement».

## Biografia
Fatema Akbari começou a trabalhar como carpinteira depois da morte do seu esposo em 1999, dada a necessidade de sustentar os seus filhos. Os seus primeiros trabalhos foram em algumas obras no Irão, país para onde tinha fugido com a sua família após os talibãs terem tomado o poder no Afeganistão. Em 2003 regressou à sua terra natal e começou na construção de um negócio de fabricação de móveis denominado Gulistan Sadaqat Company, em Kabul. A sua intenção era constituir uma mão de obra que servisse como meio de subsistência para as viúvas de homens assassinados ou feridos durante os conflitos que assolaram o Afeganistão nos últimos anos.
Em 2009 inscreveu-se no programa 10,000 Woman, auspiciado por Goldman Sachs, na Universidade Americana do Afeganistão, um programa dirigido à formação de mulheres nos países em desenvolvimento sobre temas relacionados com a administração e gestão empresarial.
Com o fim de expandir as suas operações, bem como as aulas de alfabetização para as mulheres, Akbari tem sido capaz de trabalhar em áreas talibãs depois de estabelecer acordos com os líderes locais. No que diz respeito a este assunto, comentou: «seria bom para os talibãs que estivessem implicados no país, para que se desse conta de que não há nada de mal em que as mulheres saiam dos seus lares».
Em 2004, Fatema Akbari fundou a ONG Women Affairs Council para capacitar as mulheres no artesanato, além de oferecer educação a ambos sexos sobre direitos humanos. Como resultado do seu esforço nesta organização bem como na sua empresa, estimou-se que até 2001 tinha formado 5610 pessoas no Afeganistão.